# Генрі Ґолдсміт
Генрі Ґолдсміт (англ. Henry Goldsmith, 22 липня 1885 — 9 травня 1915) — британський академічний веслувальник.
Бронзовий призер Олімпійських Ігор 1908 року в складі вісімки.